# Ґуриміт
Ґуриміт — рідкісний мінерал з формулою Ba3(VO4)2. Це простий ванадат барію, один з найпростіших відомих мінералів барію. Названий за типовою місцевістю — Ґурімською антикліналлю в Ізраїлі.
Мінерал утворився в породах формації Хатрурім. Стехіометрія ґуриміту подібна до стехіометрії ванадатів міді, макбірнеїту та псевдоліонситу.
Прикладом іншого мінералу ванадату барію є токіоїт.